# 神奈川駅 (国鉄)
神奈川駅（かながわえき）は、かつて神奈川県横浜市神奈川区に存在した鉄道省東海道本線の駅（廃駅）である。
現在の京急本線神奈川駅とは別の駅である。JR横浜鶴屋町ビル付近にはプラットホームが、線路を挟んだ向かい側には駅舎があった。

## 概要
1872年（明治5年）5月7日（旧暦、グレゴリオ暦では6月12日）、品川 - 横浜（現・桜木町駅、以下同）間で日本初の営業用鉄道が仮開業という形で2往復の列車によって運行が開始されたが、この時点では途中駅は設けられておらず、ノンストップの運行であった。その後諸整備が終わったため、6月5日（新暦7月10日）に2つの途中駅が開設されることになった。一つは川崎駅、そしてもう一つがこの神奈川駅であった。
神奈川は東海道五十三次の宿場（神奈川宿）として栄えたところであり、江戸時代は農村に過ぎなかった横浜よりも、遥かに開けた場所であった。また日米通商修好条約では当初、ここを開港地として指定していたが、土地の狭さや国防の事情もあって、横浜に変更されたという経緯も有していた。そのため、駅の設置は必然的なものであったといえた。
駅は神奈川台という景観のよい高台と、海に挟まれた狭い土地に設けられた。駅舎は新橋駅や横浜駅と同様に、レンガ造りの立派なものであった。
なお神奈川 - 横浜間に関しては、線路敷設に関して品川付近と同様に、用地買収が困難であったことから海上に築堤をつくって通していた。この辺りでは蒸気機関車が通ると魚が獲れなくなるという、漁民の反対があったことも伝えられている。
その後、今の東海道本線が全通したが、それから5年後に日清戦争が勃発すると、頭端式ホームになっていてスイッチバック運転を強いられた横浜駅経由では軍需輸送に支障が出るという陸軍の要請により、神奈川 - 程ヶ谷（後の保土ケ谷）間に短絡線が設けられ、直通貨物列車に関してはこの短絡線を経由するようになった。更に1898年（明治31年）になると、この短絡線は複線化され、速達列車を中心に旅客列車の運行も行われるようになる。しかしそれでは横浜駅を通過してしまうため、横浜市民の便を図ってこの短絡線を走る列車に連絡すべく、神奈川 - 横浜間（下り列車に接続）と横浜 - 程ヶ谷間（上り列車に接続）に連絡列車が運行された。これは短絡線上に平沼駅が設置される1901年（明治34年）までの、約3年間続けられた。
その後、八王子や信州地方からの生糸・織物製品を円滑に輸送すべく、1908年（明治41年）に横浜鉄道によって今の横浜線が開業すると、神奈川駅の1km強東に東神奈川駅が設置され、この駅の意義は次第に低下するようになった。
そして1928年（昭和3年）、横浜駅が2度目の移転を行って現在地に置かれる事になった際、神奈川駅は新しい横浜駅から約1kmしか離れていないという事情もあって、開業56年目にして廃止に至った。
なお、現在東京方面からの列車が横浜駅に到着する直前に見られる、道路（通称環状1号線）が湾曲している箇所（台町入口交差点付近）は、この神奈川駅の跡地である。

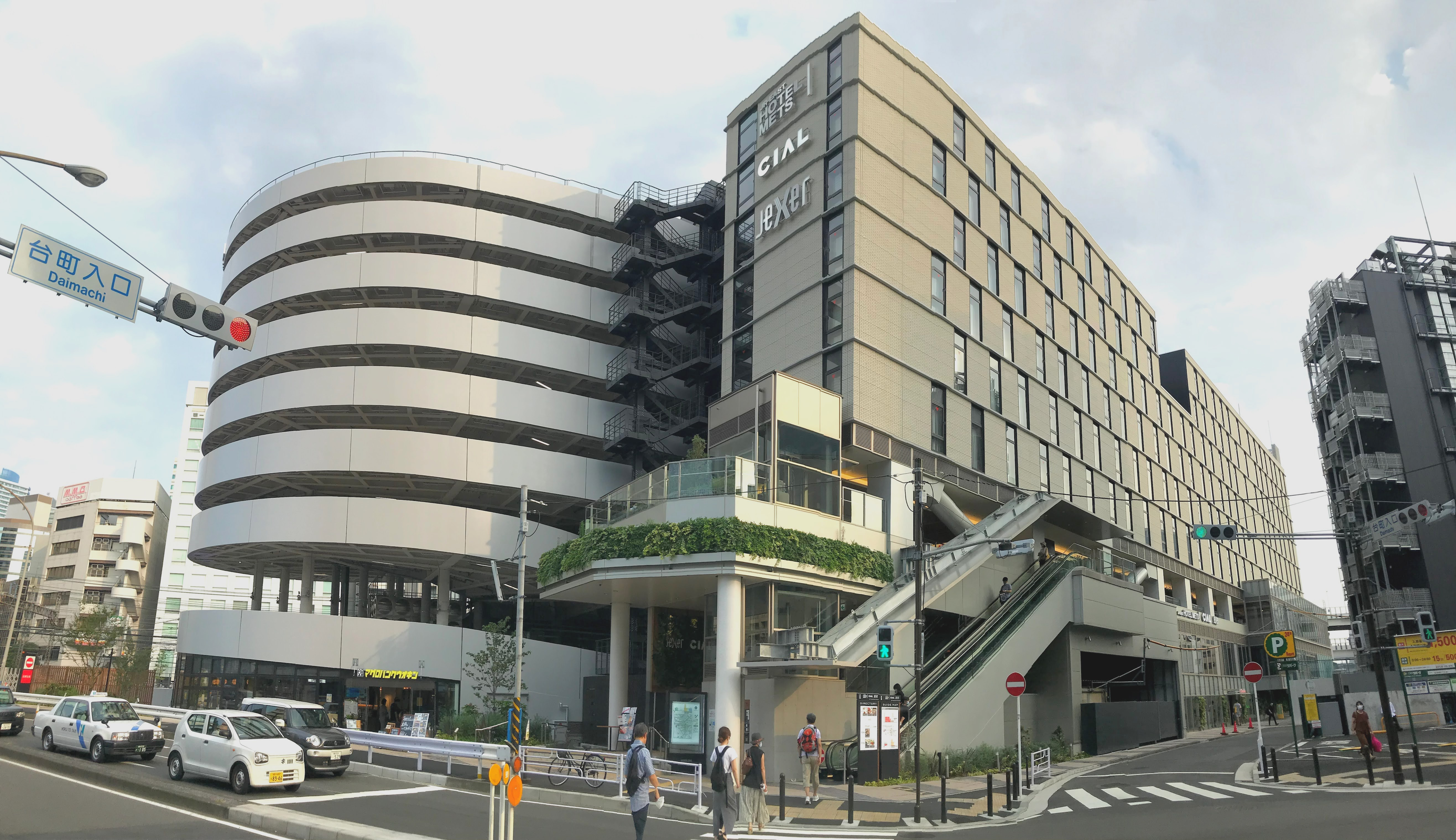
神奈川駅南側の跡地
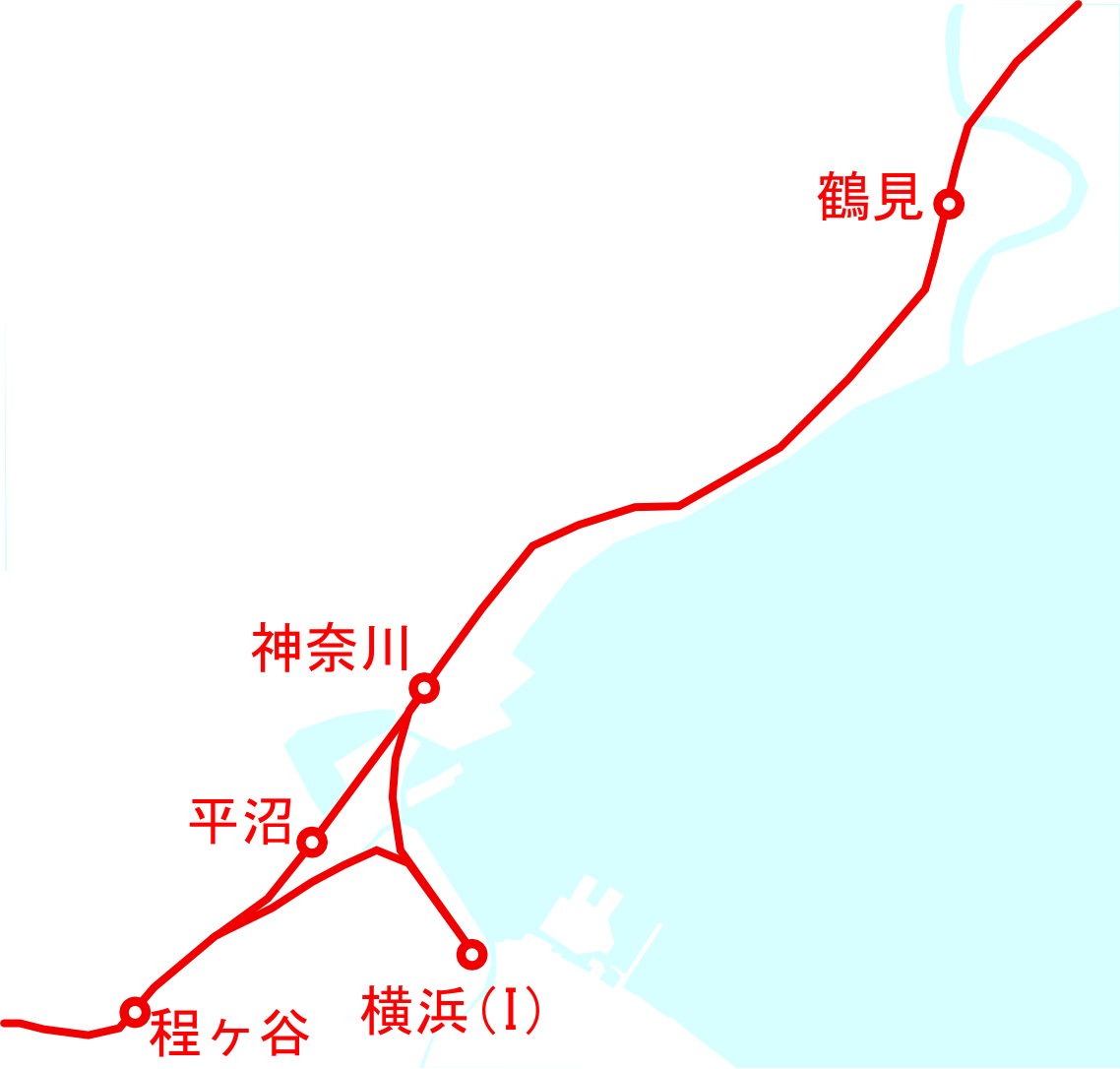
1906年頃
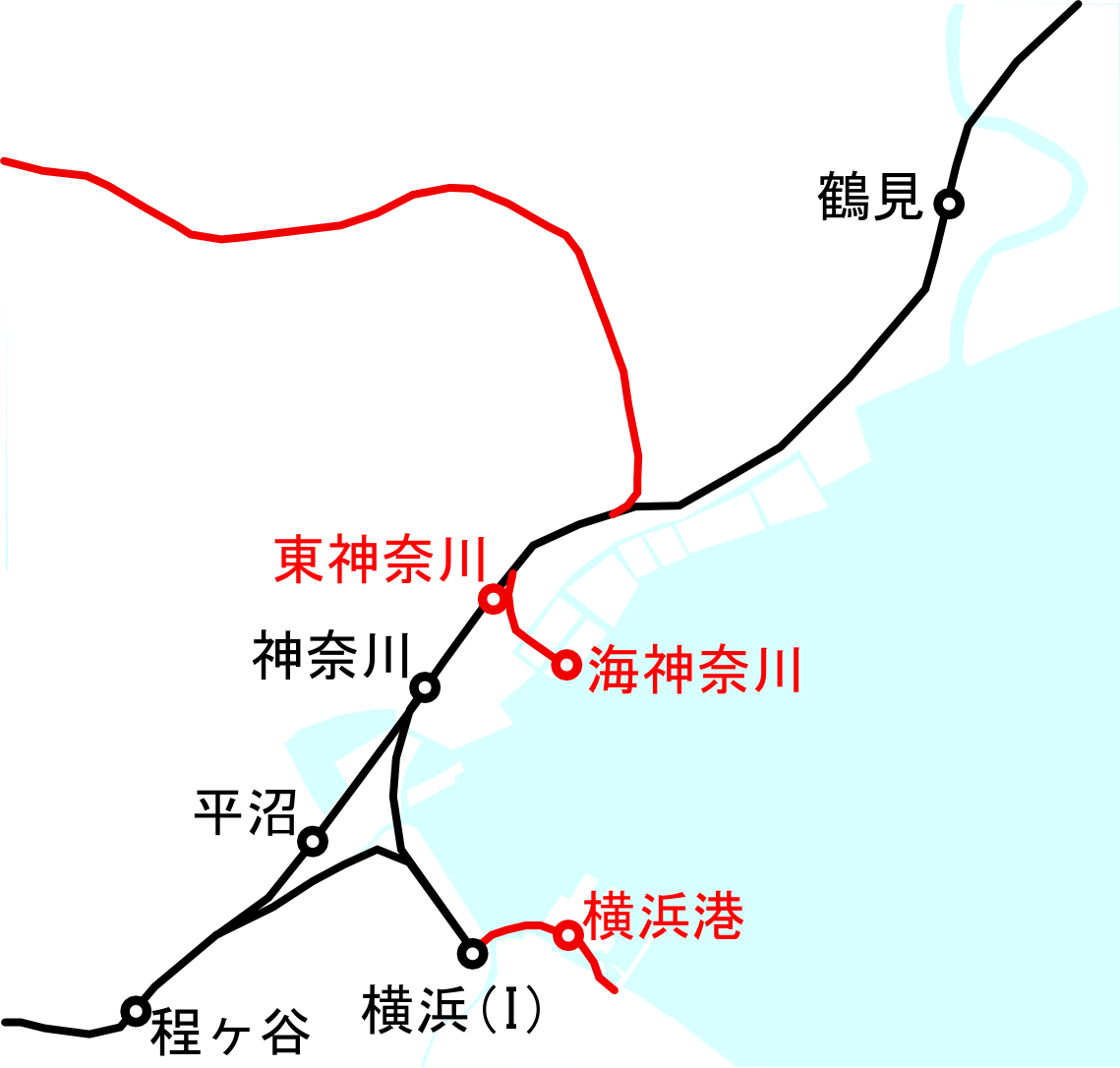
1912年頃
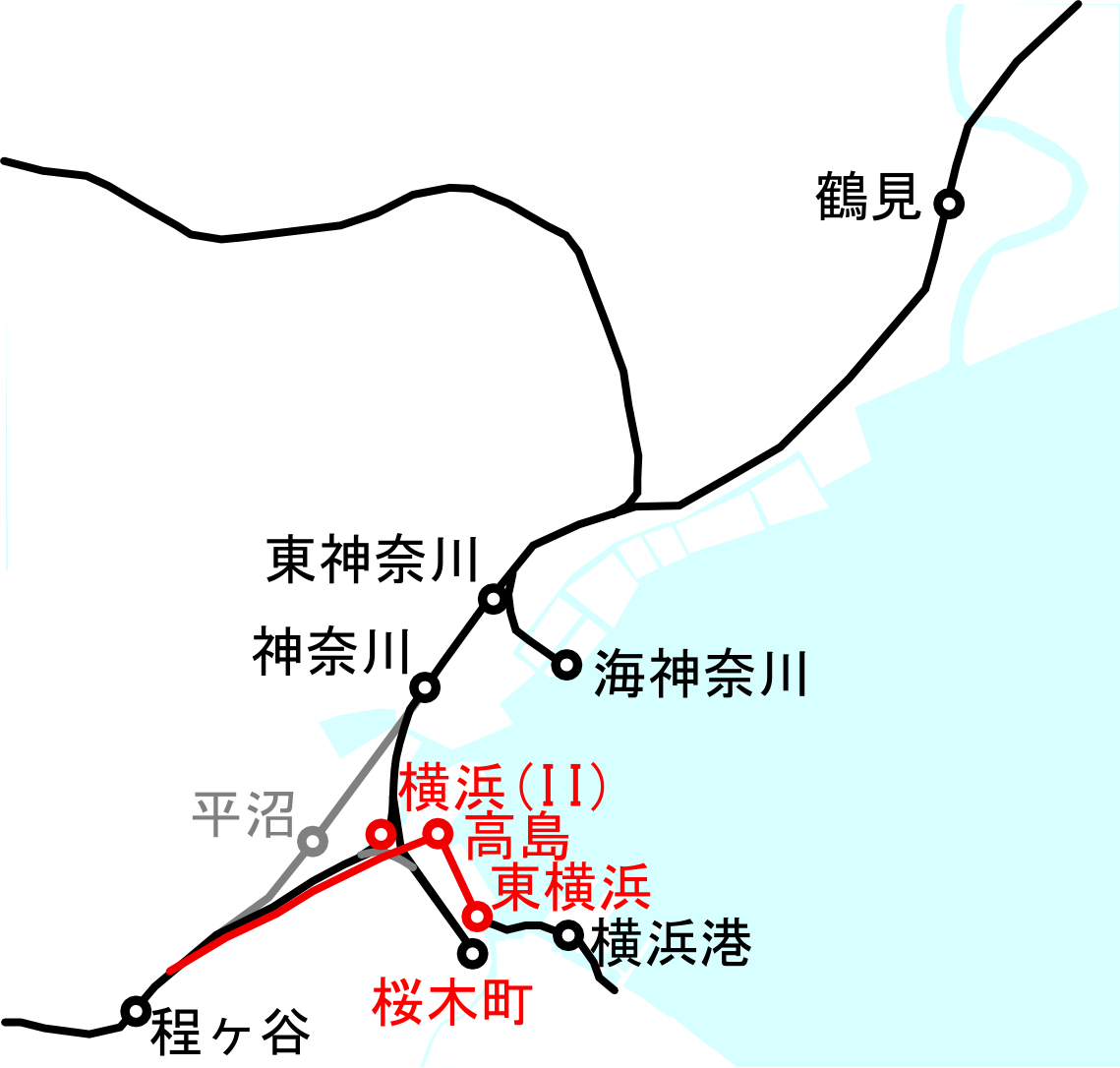
1916年頃
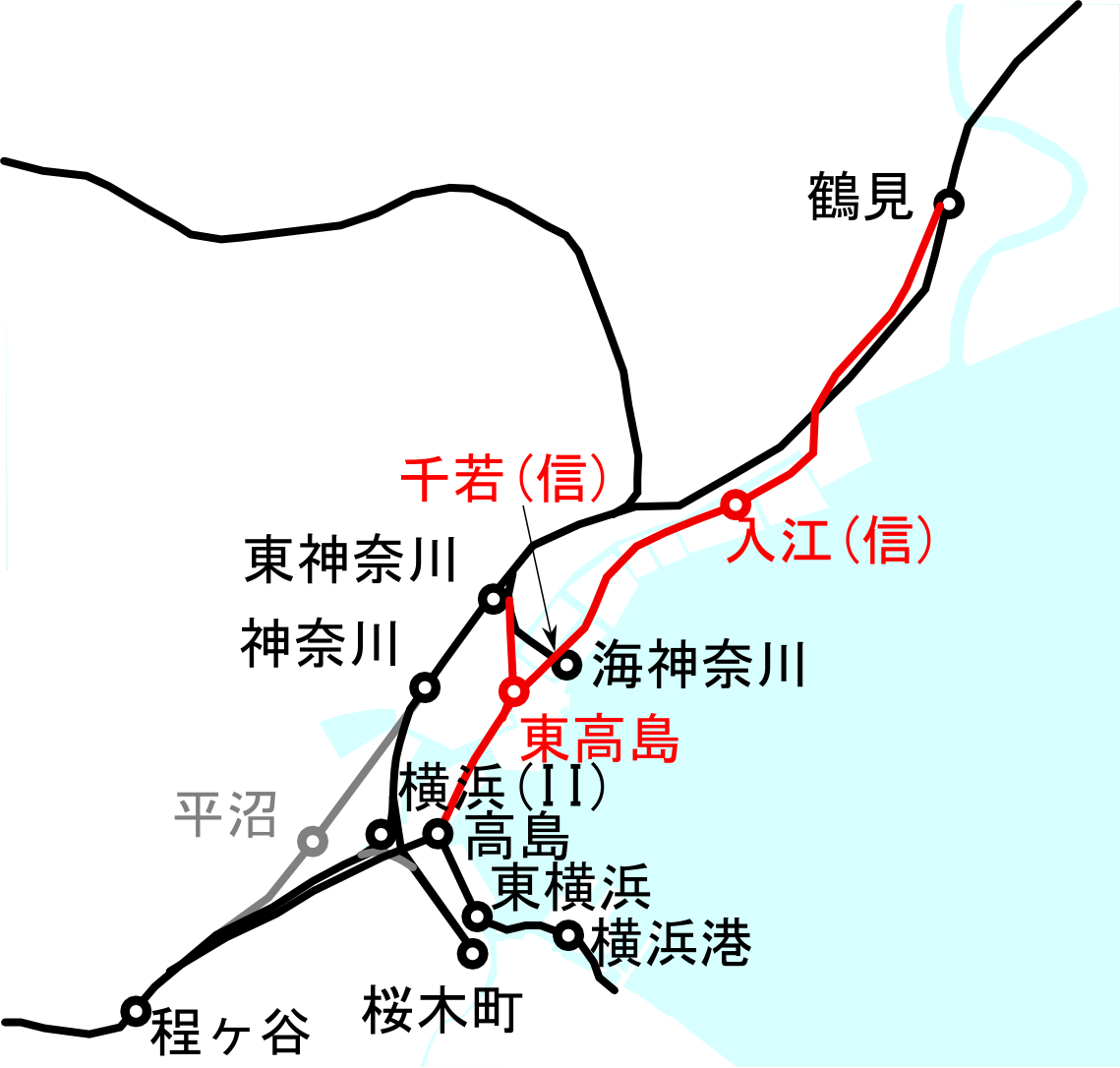
1924年頃
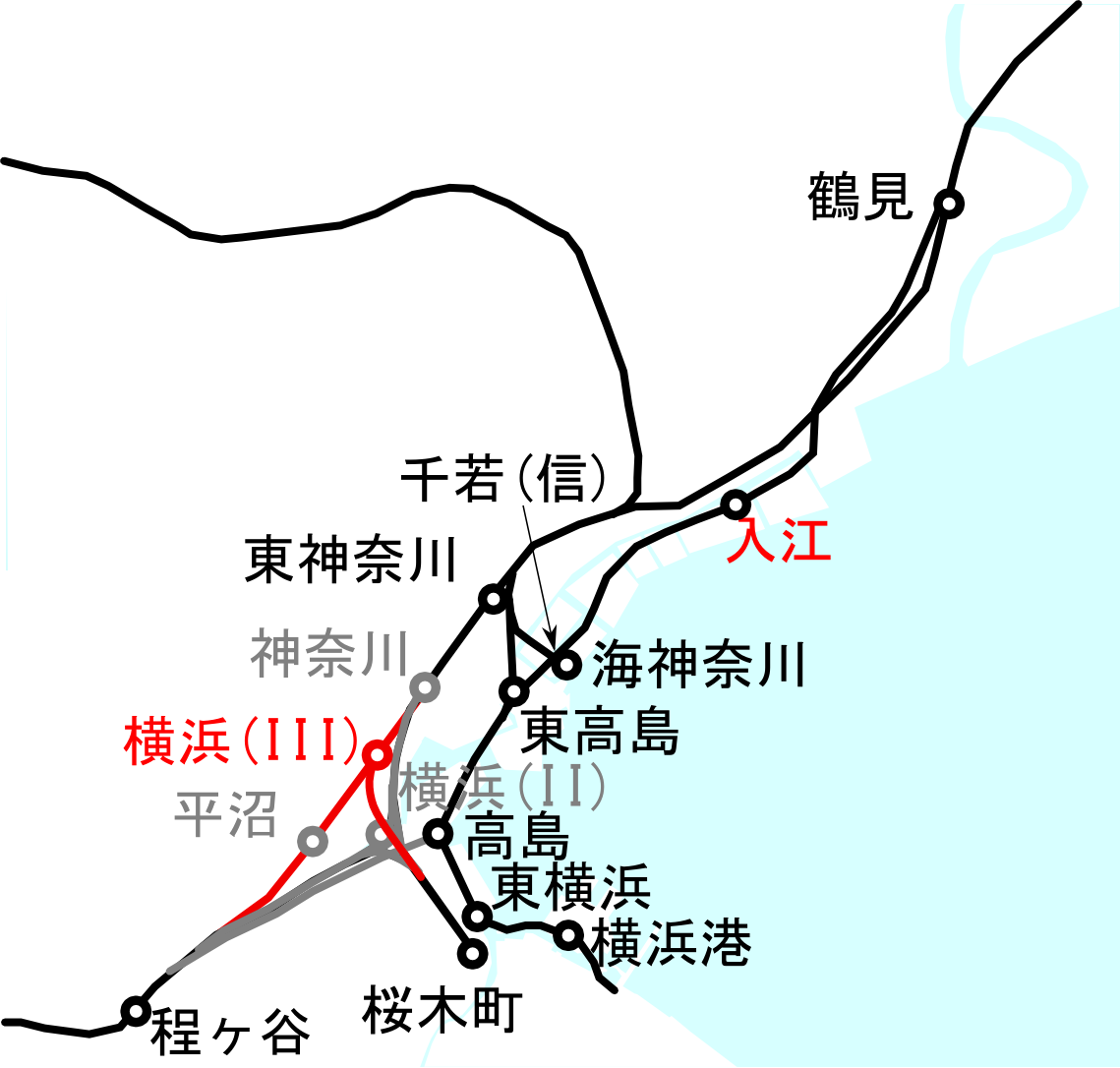
1929年頃（神奈川駅廃止）
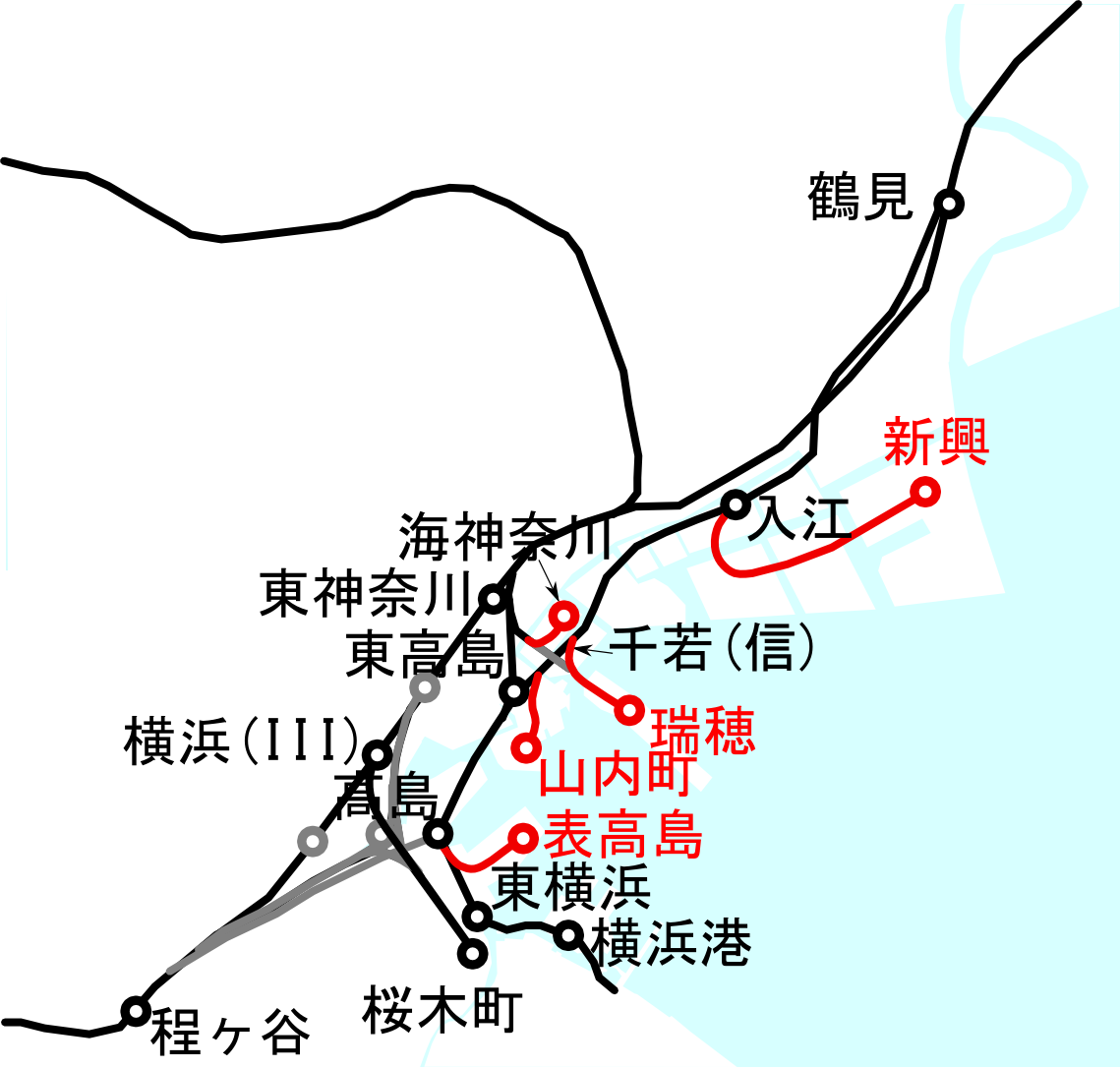
1935年頃

## 歴史
- 1872年7月10日（明治5年6月5日）：川崎駅と共に日本で3番目の鉄道駅として、神奈川県橘樹郡高島町十丁目22に開業[2]。旅客駅[1]。
- 1873年（明治6年）11月15日：貨物の取扱を開始（一般駅となる）。
- 1894年（明治27年）9月：程ヶ谷駅との間に軍用短絡線を敷設。
- 1898年（明治31年）8月1日：短絡線で旅客営業を開始し、神奈川 - 横浜間と横浜 - 程ヶ谷間で連絡列車を運行開始。下り優等列車の停車駅ともなる。
- 1901年（明治34年）10月10日：平沼駅開設により、連絡列車廃止。
- 1909年（明治42年）10月12日：線路名称制定、東海道本線の駅となる。
- 1916年（大正5年）3月17日：貨物の取扱を廃止（旅客駅に戻る）。短絡線はスタンダード石油、ライジングサン石油の石油専用線に転用[4]。
- 1928年（昭和3年）10月15日：横浜駅の移転に伴い廃止[1]。移転後の横浜駅は三代目。

## 隣の駅
鉄道省
東海道本線
東神奈川駅 - 神奈川駅 - 横浜駅